# Бараше, Ксавье
Ксавье «Хави» Бараше (фр. Xavier "Xavi" Barachet; род. 19 ноября 1988, Ницца) — французский гандболист, правый защитник.

## Карьера

### Клубная
Воспитанник школы команды «Кавигаль». С 2006 года выступал за «Савою» из Шамбери, летом 2012 года перешёл в испанскую команду первой лиги «Атлетико Мадрид», с которым выиграл Кубок Испании. После банкротства клуба перешёл в «Сен-Рафаэль», при этом права на игрока сохранял клуб ПСЖ, куда он перешёл  в 2014 году.

### В сборной

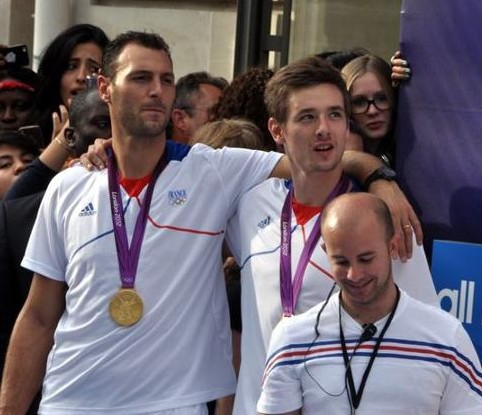
Жером Фернандес и Ксавье Бараше на параде олимпийцев в Париже (2012)

Дебютировал 10 января 2009 в поединке против сборной Алжира. Выиграл чемпионат Европы 2010 года, чемпионаты мира 2009 и 2011 года, а также Олимпийские игры 2012 года. За сборную провёл 63 игры и забил 125 голов.

## Государственные награды
- Кавалер ордена Почётного легиона — 1 января 2013 года

## Личная жизнь
Женат на Шарлин Рус. 2 января 2015 года у пары родился сын Матео.